# Трезня (комуна)
Трезня (рум. Treznea) — комуна у повіті Селаж в Румунії. До складу комуни входять такі села (дані про населення за 2002 рік):
- Бозна (298 осіб)
- Трезня (735 осіб) — адміністративний центр комуни

Комуна розташована на відстані 376 км на північний захід від Бухареста, 9 км на південний схід від Залеу, 52 км на північний захід від Клуж-Напоки.

## Населення
За даними перепису населення 2002 року у комуні проживали 1033 особи. Усі жителі комуни рідною мовою назвали румунську.
Національний склад населення комуни:
| Національність | Кількість осіб | Відсоток |
| -------------- | -------------- | -------- |
| румуни         | 972            | 94,1%    |
| цигани         | 59             | 5,7%     |
| угорці         | 2              | 0,2%     |

Склад населення комуни за віросповіданням:
| Релігія        | Кількість осіб | Відсоток |
| -------------- | -------------- | -------- |
| православні    | 946            | 91,6%    |
| п'ятдесятники  | 76             | 7,4%     |
| баптисти       | 6              | 0,6%     |
| реформати      | 2              | 0,2%     |
| греко-католики | 2              | 0,2%     |